# Carlos Vaz (escritor português)
Carlos Vaz (Carlos Rodrigo da Silva Vaz) (n. Caminha,Portugal, a 21 de Junho de 1970) é um escritor contemporâneo de Língua Portuguesa.
É o autor da Trilogia da Experiência: A Casa de Al'isse, Seres de Rã e o romance premiado pela crítica Capricho 43.
Para além destas obras, é ainda o autor do livro de poesia Laivo e do ensaio Diários de um Real-Não-Existente, entre outros. Recebeu o Prémio Vergílio Ferreira (Gouveia) em 2005 pelo ensaio Diários de um Real-Não-Existente e o Prémio Literário António Paulouro (Fundão) em 2006 pela obra Capricho 43.

## Sobre a Obra
A originalidade do seu estilo literário é considerada pela ensaísta Maria Teresa Dias Furtado, no prefácio à obra Capricho 43, como uma escrita onde "(...) as dicotomias encontradas, medo/coragem, sonho/razão, humanidade/monstruosidade, memória/esquecimento, criança/homem, crítica/sonho, branco/cores, entre outras, geram a metamorfose desejada do leitor numa entrega do seu corpo ao acolher a própria viagem do texto." ainda segundo a mesma ensaísta "(...) Carlos Vaz ata os seus próprios nós no fio que escolhe, dialoga com as cabeças convocadas para a sua viagem textual, longe e perto do mundo, unindo razão e sonho, "arquitectando ilhas" com pontos de sentido entre si. A busca é textual, mas o mundo fica enriquecido". A sua obra é ainda indicada pelo Jornal de Notícias como "(...) uma respiração que expressa as infinitas possibilidades inovadoras da escrita. Esse é, aliás, o timbre da criatividade de Carlos Vaz tanto na ficção como na poesia, áreas que tem vindo a trabalhar com um fraco sentido estético, apostado no aprofundamento e no pulsar da palavra enquanto síntese das grandezas e misérias da condição humana."
Segundo ainda o poeta Victor Oliveira Mateus, a escrita de Carlos Vaz caracteriza-se "(...) como um organismo que incessantemente se reformula e (re)enuncia nessa procura que a si própria se impõe: a de um persuasivo pouco resplendor que, armadilhando o leitor num jogo de encantamento  sentidos vários, nunca cede na construção de novos paradigmas do dizer, que, contudo, jamais se afastam do real concreto nem de múltiplas inquietações de cariz existencial e histórico social." A poetisa e ensaísta Maria do Sameiro Barroso escreve sobre Carlos Vaz o seguinte: "(...) a escrita de Carlos Vaz desperta-nos do sono amotinado onde a raiz do sonho se liberta, na sua mansão de sendas puras e se revela em indómitos fulgores, depurados dos escolhos do banal e do supérfluo."

## Tabela Cronológica
- 21 de Junho de 1970, nasce Carlos Vaz.
- 1988 (com 18 anos) vai estudar para Paris. Regressa a Portugal, ainda no mesmo ano, para terminar os seus estudos, no ensino secundário. Ao mesmo tempo, trabalha como operário numa fábrica de lacticínios durante três anos.
- 1993 (com 23 anos) entra para o curso de Filosofia e Humanidades, na Faculdade de Filosofia de Braga (Universidade Católica Portuguesa), culminando mais tarde com o Mestrado.
- 1995 inicia a sua actividade como professor de Língua Portuguesa.
- 1998 edita alguns poemas, pela primeira vez, após ter vencido o Concurso de Poesia de Braga, na antologia Do Fingimento que Somos.
- 2000 lança o seu primeiro livro Laivo, edição de autor, cuja edição se encontra esgotada.
- 2002 é editado pela Labirinto o seu primeiro romance com que iniciaria a Trilogia da Experiência, Seres de Rã, e cuja edição se encontra actualmente esgotada.
- 2004 é editado pela Labirinto o segundo romance da Trilogia da Experiência: A Casa de Al’isse.
- 2005 recebe o Prémio Nacional de Literatura Vergílio Ferreira (Gouveia) pelo ensaio Diários de um Real-Não-Existente.
- 2006 é lhe atribuído o Prémio Nacional de Literatura António Paulouro pela terceira obra da trilogia da experiência Capricho 43.
- 2007 termina a sua trilogia, com chave de ouro, com a obra Capricho 43. Ainda no mesmo ano, é lhe atribuída a 1ª Menção Honrosa (Prémio de Poesia Natércia Freire).
- 2009 é publicado o primeiro de cinco livros de microcontos com o nome O Estrangulador de Bonecos de Neve.

## Obra Literária
Poesia
- 2000 - "Laivo" (poesia)

Prosa
- 2002 - "Seres de Rã": I - Trilogia da Experiência (Ed. Labirinto\romance)
- 2004 - "A Casa de Al'isse": II - Tril. da Experiência (Ed. Labirinto\romance)
- 2007 - "Capricho 43": III - Tril. da Experiência (Ed. Labirinto\romance), Prémio Nacional de Literatura António Paulouro - 2006
- 2009 - "O Estrangulador de Bonecos de Neve"  - Curtas I (Ed. Labirinto\microcontos)

Ensaio
- 2005 - "Diários de um Real-Não-Existente" (ensaio), Prémio Nacional de Literatura Vergílio Ferreira - 2005

Crónica
- 2007 - "Tricotadeira de Ariadne" -  Minotauro - Folha de Intervenção Artística.
- 2010 - "A Coisa Crónica" -  Jornal "Artes Entre as Letras".

Antologias em que participou
- 1998 - "Do Fingimento que Somos" (Autores de Braga\poesia).
- 2004 - "Isto é Poesia" (Ed. Labirinto\poesia); "Histórias para um Natal" (Ed. Labirinto\conto).
- 2005 - "Afectos" (Ed. Labirinto\poesia).
- 2006 - Revista "Saudade8" (Edições do Tâmega\poesia).
- 2007 - "Afectos - Mulher" (Ed. Labirinto\poesia); "Afectos - Liberdade" (Ed. Labirinto\poesia); "Um Poema para Fiama" (Ed. Labirinto\poesia); "Las Palavras Puedem" (Panamá-UNICEF\conto); "Dez Anos de Solidão" (Ed. Labirinto\ com conto para a obra do poeta Daniel Gonçalves); "Afectos - Natal" (Ed. Labirinto\conto).
- 2008 - "Um poema para António Ramos Rosa" (Ed. Labirinto\poesia); "Afectos - Amor" (Ed. Labirinto\conto).
- 2009 - "Os dias do Amor” (Ministério dos Livros Editores\poesia).
- 2010 - "O Prisma de Muitas Cores" - Antologia de Poesia Portuguesa e Brasileira (Ed. Labirinto\poesia).
- 2012 - "100 Poemas para Albano Martins" - Antologia (Ed. Labirinto\poesia); "Amado Amato" (Câmara Municipal de Castelo Branco\poesia).
- 2013 - "Doce Inimiga" - Antologia (Ed. Labirinto\poesia); "Recordando a Trina" (Entrechando\poesia); "Cintilações da Sombra" (Labirinto\poesia).
- 2014 - "Cintilações da Sombra 2" (Labirinto\poesia)

Prefácios
- 2013 - "Telescópio Vocabular - O estudo da poesia como um instrumento de observação." in: "Entre Margens", GOUVEIA, Regina (Ed. Lua de Marfim).
- 2014 - "A escrita de Maria Sameiro Barroso...” in: "Um Violino Sentado no Éter", BARROSO, Maria do Sameiro (Ed. Livros Aedo).

## Distinções
Pela sua obra recebeu vários prémios:
- 1998 - Concurso Literário Poema, Lume Firme (Braga - 1998).
- 2005 - Prémio Vergílio Ferreira
- 2006 - Prémio Literário António Paulouro (Fundão - 2006).
- 2007 - 1ª Menção Honrosa, Prémio de Poesia Natércia Freire (Benavente - 2007).

## Sinopse das obras principais

### Seres de Rã
Quatro histórias, ligadas à doença psicossomática de uma personagem sem nome, espoletam o enredo de todo o texto. As personagens procuram a sua própria carne ao emparedarem-se como figuras de um livro. Sempre que o fazem, uma a uma, vão desaparecendo dentro de uma casa, rebentando como pequenas bolinhas de sabão. No fim ficam as quatro histórias, as reais paredes que dão o corpo ao sentido de toda a obra. Só no visionamento das mesmas conseguimos compreender toda a arquitectura de que são feitas as personagens.

### A Casa de Al'isse
Duas crianças, Alo e Letes, brincam, ao longo do texto, com a personagem principal. Desta brincadeira textual originada por uma possibilidade infindável de jogos e sentidos nascem experiências pensáveis de um jogo textual que, aos poucos, se desenrola como uma película de filme. Assim, o leitor torna-se parte activa da história por entrar como peça no tabuleiro e ao alimentar-se (alo) do texto como forma de produzir novos sentidos.

### Diários de um Real-Não-Existente
É o ensaio com que o autor obteve o Prémio Nacional Vergílio Ferreira (2005 - Gouveia). Este ensaio baseia-se num estudo sobre os três diários de Maria Gabriela Llansol: "Um Falcão no Punho", "Finita", "Inquérito às Quatro Confidências".
O ensaio conta ainda com um prefácio de João Barrento.

### Capricho 43
É o romance com que o autor obteve o Prémio Literário António Paulouro (2006 - Fundão).
Capricho 43 é essencialmente uma obra de ficção de viagem pelo rio Letes, o rio do esquecimento, numa espécie de barco, que é um tanque de cimento, cuja tripulação procura ilhas de encontro, o encontro com a ciência, através das experiências pensadas de Isaac Newton, e o encontro com a arte, mais propriamente a pintura, com o conjunto de desenhos intitulados por Goya de Caprichos. Tudo isto narrado sempre num corpo de crescimento e de interrogação quase infantil do estranho homem-que-separa-as-águas e a sua Mãe.

## Textos de Apoio
- Barrento, João - Diários de um Real-Não-Existente. Disponível em:<http://www.carlosvaz.pt/joaobarrento.pdf> (PDF). Página visitada em 2010-12-16.
- Lopes, J.R. - Para um leitura de Carlos Vaz. Disponível em:<http://carlosvaz.pt/joaoricardo2.pdf> (PDF). Página visitada em 2010-12-14.
- Martins, Pompeu Miguel - Para um leitura de Seres de Rã. Disponível em:<http://www.editoralabirinto.com/pdflabirinto/ppmseres.pdf> (PDF). Página visitada em 2010-12-16.
- Mourão, Luís - A dificuldade de perder o nome que impede o nome. Disponível em:<http://carlosvaz.pt/luismourao.pdf> (PDF). Página visitada em 2010-12-10.
- Ferreira, Catarina Nunes - Um corpo em prestação. Disponível em:<http://www.carlosvaz.pt/catarinanunes.pdf> (PDF). Página visitada em 2010-12-16.
- Furtado, Maria Teresa Dias - A viagem textual em busca do aperfeiçoamento do mundo. Disponível em:<http://www.carlosvaz.pt/mdiasfurtado.pdf> (PDF). Página visitada em 2010-12-16.